# Coryphasia furcata
Coryphasia furcata là một loài nhện trong họ Salticidae.
Loài này thuộc chi Coryphasia. Coryphasia furcata được Eugène Simon miêu tả năm 1902.